# Copa de Liechtenstein 2015-16
La Copa de Liechtenstein 2015-16 fue la 71.ª edición de la Copa de Liechtenstein, el torneo de clubes más importante organizado por la Asociación de Fútbol de Liechtenstein. En ella pueden participar los equipos "B" e incluso equipos "C" de los Clubes Profesionales, en algunos casos equipos específicos por nacionalidades donde juegan jugadores amateur.
El Vaduz se coronó campeón y obtuvo el 44.º trofeo de su historia tras vencer en la final al FC Schaan por 11-0.
El campeón se clasificó para jugar la Liga Europa de la UEFA 2016-17.

## Equipos participantes
| Rondas / Equipos         | Equipos Clasificados | Equipos de la Ronda Anterior                                                 |
| ------------------------ | --- | ---------------------------------------------------------------------------- |
| Primera Ronda Preliminar | - FC Triesen - FC Triesen II - FC Ruggell - FC Schaan - FC Schaan II - FC Balzers - FC Balzers II - FC Triesenberg II - USV Eschen/Mauren II | - No hay                                                                     |
| Segunda Ronda Preliminar | - USV Eschen/Mauren III - FC Schaan III - FC Ruggell II                                                                                      | - FC Ruggell - FC Schaan - FC Balzers - FC Balzers II - USV Eschen/Mauren II |
| Cuartos de final         | - USV Eschen/Mauren - FC Vaduz - FC Triesenberg - FC Vaduz U23                                                                               | - FC Ruggell II - FC Ruggell - FC Schaan - FC Balzers II                     |
| Semifinal                | | - USV Eschen/Mauren - FC Vaduz - FC Schaan - FC Balzers II                   |
| Final                    | | - FC Vaduz - FC Schaan                                                       |

## Rondas Preliminares

### Primera Ronda Preliminar
| Local          | Resultado | Visitante        | Fecha                |
| -------------- | --------- | ---------------- | -------------------- |
| Triesen II     | 1 – 3     | Balzers II       | 25 de agosto de 2015 |
| Balzers III    | 0 – 6     | Shaan            | 25 de agosto de 2015 |
| Triesenberg II | 0 – 5     | Eschen/Mauren II | 25 de agosto de 2015 |
| Triesen        | 1 – 4     | Balzers          | 26 de agosto de 2015 |
| Shaan II       | 0 – 3     | Ruggell          | 26 de agosto de 2015 |

### Segunda Ronda Preliminar
| Local             | Resultado    | Visitante        | Fecha                    |
| ----------------- | ------------ | ---------------- | ------------------------ |
| Ruggell II        | 3 – 0        | Eschen/Mauren II | 15 de septiembre de 2015 |
| Schaan            | 4 – 2 (t.s.) | Balzers          | 16 de septiembre de 2015 |
| Eschen/Mauren III | 1 – 4        | Balzers II       | 30 de septiembre de 2015 |
| Schaan III        | 0 – 3        | Ruggell          | 30 de septiembre de 2015 |

## Etapas Finales
|  | Cuartos de final  | Cuartos de final  | Cuartos de final |           |                   | Semifinales       | Semifinales | Semifinales |  |          | Final    | Final | Final |  |
|  |                   |                   |                  |           |                   |                   |             |             |  |          |          |       |       |  |
|  |                   |                   |                  |           |                   |                   |             |             |  |          |          |       |       |  |
|  | FC Ruggell II     | FC Ruggell II     | 0                |           |                   |                   |             |             |  |          |          |       |       |  |
|  | FC Ruggell II     | FC Ruggell II     | 0                |           |                   |                   |             |             |  |          |          |       |       |  |
|  | USV Eschen/Mauren | USV Eschen/Mauren | 6                |           |                   |                   |             |             |  |          |          |       |       |  |
|  | USV Eschen/Mauren | USV Eschen/Mauren | 6                |           | USV Eschen/Mauren | USV Eschen/Mauren | 1           |             |  |          |          |       |       |  |
|  |                   |                   |                  |           | USV Eschen/Mauren | USV Eschen/Mauren | 1           |             |  |          |          |       |       |  |
|  |                   |                   | FC Vaduz         | FC Vaduz  | 2                 |                   |             |             |  |          |          |       |       |  |
|  | FC Ruggell        | FC Ruggell        | FC Vaduz         | FC Vaduz  | 2                 | 0                 |             |             |  |          |          |       |       |  |
|  | FC Ruggell        | FC Ruggell        |                  |           |                   |                   |             |             |  |          |          |       |       |  |
|  | FC Vaduz          | FC Vaduz          | 4                |           |                   |                   |             |             |  |          |          |       |       |  |
|  | FC Vaduz          | FC Vaduz          | 4                |           |                   |                   |             |             |  | FC Vaduz | FC Vaduz | 11    |       |  |
|  |                   |                   |                  |           |                   |                   |             |             |  | FC Vaduz | FC Vaduz | 11    |       |  |
|  |                   |                   | FC Schaan        | FC Schaan | 0                 |                   |             |             |  |          |          |       |       |  |
|  | FC Balzers II     | FC Balzers II     | FC Schaan        | FC Schaan | 0                 | 2                 |             |             |  |          |          |       |       |  |
|  | FC Balzers II     | FC Balzers II     |                  |           |                   |                   |             |             |  |          |          |       |       |  |
|  | FC Vaduz U23      | FC Vaduz U23      | 0                |           |                   |                   |             |             |  |          |          |       |       |  |
|  | FC Vaduz U23      | FC Vaduz U23      | 0                |           | FC Balzers II     | FC Balzers II     | 2           |             |  |          |          |       |       |  |
|  |                   |                   |                  |           | FC Balzers II     | FC Balzers II     | 2           |             |  |          |          |       |       |  |
|  |                   |                   | FC Schaan        | FC Schaan | 2                 |                   |             |             |  |          |          |       |       |  |
|  | FC Schaan         | FC Schaan         | FC Schaan        | FC Schaan | 2                 | 3                 |             |             |  |          |          |       |       |  |
|  | FC Schaan         | FC Schaan         |                  |           |                   |                   |             |             |  |          |          |       |       |  |
|  | FC Triesenberg    | FC Triesenberg    | 2                |           |                   |                   |             |             |  |          |          |       |       |  |
|  | FC Triesenberg    | FC Triesenberg    | 2                |           |                   |                   |             |             |  |          |          |       |       |  |
|  |                   |                   |                  |           |                   |                   |             |             |  |          |          |       |       |  |

### Cuartos de final
| Local      | Resultado    | Visitante     | Fecha                  |
| ---------- | ------------ | ------------- | ---------------------- |
| Ruggell II | 0 – 6        | Eschen/Mauren | 20 de octubre de 2015  |
| Ruggell    | 0 – 4        | Vaduz         | 3 de noviembre de 2015 |
| Balzers II | 2 – 0        | Vaduz U23     | 4 de noviembre de 2015 |
| Schaan     | 3 – 2 (t.s.) | Triesenberg   | 4 de noviembre de 2015 |

### Semifinales
| Local         | Resultado             | Visitante | Fecha              |
| ------------- | --------------------- | --------- | ------------------ |
| Eschen/Mauren | 1 – 2                 | Vaduz     | 5 de abril de 2016 |
| Balzers II    | 2 – 2 (t.s.) (3:5 p.) | Schaan    | 6 de abril de 2016 |

### Final
| 4 de mayo de 2016, 18:30 | Vaduz | 11:0 (6:0) | Shaan | Rheinpark Stadion, Vaduz                                 |                                                          |
|                          | - Caballero 11' 13' 45' 78' - Avdijaj 20' - Borgmann 30' - Messaoud 43' - Sutter 68' 85' - Schürpf 81' - Hasler 90' |            |       | Asistencia: 1.298 espectadores Árbitro(s): Nikolaj Hänni | Asistencia: 1.298 espectadores Árbitro(s): Nikolaj Hänni |

| Campeón Vaduz 44.º título |

## Clasificado a la Liga Europea de la UEFA 2016-17
- FC Vaduz